# Anomala fuscoviridis
Anomala fuscoviridis är en skalbaggsart som beskrevs av Blanchard 1851. Anomala fuscoviridis ingår i släktet Anomala och familjen Rutelidae. Inga underarter finns listade i Catalogue of Life.